# Stefan Effenberg
Stefan Effenberg, né le 2 août 1968 à Hambourg (Allemagne), est un footballeur international allemand, évoluant au poste de milieu de terrain. Au cours de sa carrière, il évolue au Borussia M'gladbach, au Bayern Munich, à l'AC Fiorentina, au VfL Wolfsburg et à l'Al Arabi Doha ainsi qu'en équipe d'Allemagne.
Effenberg marque cinq buts lors de ses trente-cinq sélections avec l'équipe d'Allemagne entre 1991 et 1998. Il participe au Championnat d'Europe en 1992 et  à la Coupe du monde en 1994 avec l'équipe d'Allemagne.
Joueur très caractériel mais doué d'excellentes capacités techniques, Effenberg fut surtout connu pour avoir été l'âme et le leader du Bayern Munich entre 1998 et 2002, années fastes pendant lesquelles le club bavarois a gagné 3 titres de champion d'Allemagne et une Ligue des champions.

## Biographie

### Joueur
De la même génération que ses compatriotes Andreas Möller ou Matthias Sammer, Stefan Effenberg a commencé sa carrière professionnelle au Borussia Mönchengladbach en 1987, après avoir été formé au SC Victoria Hambourg. En 1990, il rejoint le Bayern Munich où il se fait particulièrement remarquer. En deux saisons sous le maillot du club bavarois, il joue 65 matchs et inscrit 19 buts. 
International allemand en 1991, comme beaucoup de ses compatriotes à l'époque, il tente l'aventure en Série A italienne. En 1992, il rejoint la Fiorentina pour 5,6 milliards de lires (environ 2,8 millions d'euros) et la promesse de porter le brassard de capitaine. Il joue deux saisons pour La Viola dont une en Série B, puisque le club a été relégué à l'issue de la saison 1992-1993. Alors qu'ils étaient amis, une mésentente avec le Danois Brian Laudrup, également transféré du Bayern à la Fiorentina cette année-là, est parfois évoquée pour qualifier la saison ratée du club toscan.
Cela ne l'empêche pas d'être sélectionné pour la Coupe du monde 1994. Lors de ce tournoi, il s'illustre surtout par un geste qui aura des répercussions sur le reste de sa carrière internationale. Après un match sans relief contre la Corée du Sud lors du 3e match de poule, il adresse un « doigt d'honneur » au public qui le siffle. Ce geste va provoquer le divorce entre le joueur et la Mannschaft ; le sélectionneur Berti Vogts l'exclut du groupe pour le reste du tournoi. Il ne rejouera que  quatre ans plus tard pour la sélection pour seulement 2 matchs, en septembre 1998. Même après le fiasco de l'équipe d'Allemagne à l'Euro 2000, et malgré les appels des supporters qui le voient comme le seul leader possible dans l'équipe, Effenberg refusera de revenir en sélection. Il a donc participé à l'Euro 1992 (finaliste), la Coupe du monde 1994 (quart de finaliste), mais n'a pas été sélectionné pour l'Euro 1996 (remporté par l'Allemagne), la Coupe du monde 1998 (quart de finaliste), l'Euro 2000 (1er tour) et la Coupe du monde 2002 (finaliste).
En 1994, il retourne en Allemagne au Borussia Mönchengladbach, puis quatre saisons plus tard, au Bayern Munich. Entre 1998 et 2002, il va vivre les plus belles années de sa carrière avec le club bavarois. Devenu leader de l'équipe, Effenberg impose son style dans l'entrejeu. Organisateur du jeu allemand, il permet au club de remporter de prestigieux trophées: Championnat d'Allemagne en 1999, 2000 et 2001, Coupe d'Allemagne en 2000, et surtout une Ligue des champions en 2001. Par deux fois, il va atteindre la finale de la Ligue des Champions avec le Bayern. En 1999, le club munichois sera battu par Manchester United lors d'un match d'anthologie que les Allemands avaient largement mené. En 2001, enfin, ils remporteront la finale contre le Valence CF au prix d'un match serré conclu aux tirs au but.
En 2002, à 34 ans, en fin de carrière et bien moins incisif, il est laissé par le Bayern, et rejoint Wolfsburg. La saison suivante, il dispute une dernière saison au Qatar au sein du club Al-Arabi, avant de raccrocher les crampons. Au cours de sa carrière il dispute 370 matchs pour 71 buts en Bundesliga et 109 cartons jaunes.

### Entraîneur
En octobre 2015, Stefan Effenberg prend les rênes du SC Paderborn , club évoluant en 2. Bundesliga. Son contrat court jusqu'en juin 2017. Il s'agit là de la première expérience, en tant qu'entraîneur, de l'ancien milieu international. À la suite des manques de résultat du club, il est limogé début mars.

## Style de jeu
Personnage controversé en raison de son caractère et de ses frasques (il avait entretenu une liaison avec la femme de son coéquipier Thomas Strunz) Effenberg était un milieu brillant dans l'organisation du jeu du Bayern Munich. Doué d'excellentes capacités techniques et d'une grosse frappe de balle, il excellait aussi bien pour attaquer que pour défendre (il était d'ailleurs considéré comme un tacleur rugueux). Au-delà de ça, c'était surtout son caractère de compétiteur, son influence sur les joueurs et sa volonté, qui l'ont rendu si indispensable au Bayern Munich. À cette époque, il était surnommé Cheffe (patron) par ses coéquipiers.

## Statistiques
| Saison                | Club                     | Championnat           | Championnat | Championnat | Championnat | Coupe nationale | Coupe nationale | Coupe nationale | Coupe de la Ligue | Coupe de la Ligue | Coupe de la Ligue | Supercoupe | Supercoupe | Supercoupe | Compétition(s) continentale(s) | Compétition(s) continentale(s) | Compétition(s) continentale(s) | Compétition(s) continentale(s) | Allemagne | Allemagne | Allemagne | Total | Total | Total |
| Saison                | Club                     | Division              | M.          | B.          | P.d.        | M.              | B.              | P.d.            | M.                | B.                | P.d.              | M.         | B.         | P.d.       | Comp.                          | M.                             | B.                             | P.d.                           | M.        | B.        | P.d.      | M.    | B.    | P.d.  |
| 1987-1988             | Borussia Mönchengladbach | Bundesliga            | 15          | 1           | 0           | -               | -               | -               | -                 | -                 | -                 | -          | -          | -          | -                              | -                              | -                              | -                              | -         | -         | -         | 15    | 1     | 0     |
| 1988-1989             | Borussia Mönchengladbach | Bundesliga            | 29          | 3           | 5           | 2               | 0               | 0               | -                 | -                 | -                 | -          | -          | -          | -                              | -                              | -                              | -                              | -         | -         | -         | 31    | 3     | 5     |
| 1989-1990             | Borussia Mönchengladbach | Bundesliga            | 29          | 6           | 0           | 3               | 0               | 0               | -                 | -                 | -                 | -          | -          | -          | -                              | -                              | -                              | -                              | -         | -         | -         | 32    | 6     | 0     |
| Sous-total            | Sous-total               | Sous-total            | 73          | 10          | 5           | 5               | 0               | 0               | 0                 | 0                 | 0                 | 0          | 0          | 0          | -                              | 0                              | 0                              | 0                              | 0         | 0         | 0         | 78    | 10    | 5     |
| 1990-1991             | Bayern Munich            | Bundesliga            | 32          | 8           | 5           | 1               | 0               | 0               | -                 | -                 | -                 | 1          | 0          | 0          | C1                             | 8                              | 1                              | 1                              | 1         | 0         | 0         | 43    | 9     | 6     |
| 1991-1992             | Bayern Munich            | Bundesliga            | 33          | 10          | 7           | 1               | 0               | 2               | -                 | -                 | -                 | -          | -          | -          | C3                             | 4                              | 1                              | 2                              | 11        | 1         | 0         | 49    | 12    | 11    |
| Sous-total            | Sous-total               | Sous-total            | 65          | 18          | 12          | 2               | 0               | 2               | 0                 | 0                 | 0                 | 1          | 0          | 0          | -                              | 12                             | 2                              | 3                              | 12        | 1         | 0         | 92    | 21    | 17    |
| 1992-1993             | ACF Fiorentina           | Serie A               | 30          | 5           | 6           | 4               | 2               | 0               | -                 | -                 | -                 | -          | -          | -          | -                              | -                              | -                              | -                              | 9         | 4         | 3         | 43    | 11    | 9     |
| 1993-1994             | ACF Fiorentina           | Serie B               | 26          | 7           | 0           | 4               | 0               | 0               | -                 | -                 | -                 | -          | -          | -          | -                              | -                              | -                              | -                              | 12        | 0         | 3         | 42    | 7     | 3     |
| Sous-total            | Sous-total               | Sous-total            | 56          | 12          | 6           | 8               | 2               | 0               | 0                 | 0                 | 0                 | 0          | 0          | 0          | -                              | 0                              | 0                              | 0                              | 21        | 4         | 6         | 85    | 18    | 12    |
| 1994-1995             | Borussia Mönchengladbach | Bundesliga            | 30          | 7           | 11          | 5               | 2               | 1               | -                 | -                 | -                 | -          | -          | -          | -                              | -                              | -                              | -                              | -         | -         | -         | 35    | 9     | 12    |
| 1995-1996             | Borussia Mönchengladbach | Bundesliga            | 31          | 7           | 6           | 2               | 1               | 0               | -                 | -                 | -                 | 1          | 0          | 0          | C2                             | 6                              | 3                              | 0                              | -         | -         | -         | 40    | 11    | 6     |
| 1996-1997             | Borussia Mönchengladbach | Bundesliga            | 29          | 1           | 6           | 2               | 0               | 0               | -                 | -                 | -                 | -          | -          | -          | C3                             | 3                              | 2                              | 0                              | -         | -         | -         | 34    | 3     | 6     |
| 1997-1998             | Borussia Mönchengladbach | Bundesliga            | 28          | 8           | 8           | 1               | 0               | 0               | -                 | -                 | -                 | -          | -          | -          | -                              | -                              | -                              | -                              | -         | -         | -         | 29    | 8     | 8     |
| Sous-total            | Sous-total               | Sous-total            | 118         | 23          | 31          | 10              | 3               | 1               | 0                 | 0                 | 0                 | 1          | 0          | 0          | -                              | 9                              | 5                              | 0                              | 0         | 0         | 0         | 138   | 31    | 32    |
| 1998-1999             | Bayern Munich            | Bundesliga            | 31          | 8           | 4           | 6               | 3               | 2               | 2                 | 0                 | 0                 | -          | -          | -          | C1                             | 12                             | 5                              | 1                              | 2         | 0         | 0         | 53    | 16    | 7     |
| 1999-2000             | Bayern Munich            | Bundesliga            | 27          | 2           | 12          | 5               | 0               | 1               | 1                 | 0                 | 0                 | -          | -          | -          | C1                             | 11                             | 2                              | 3                              | -         | -         | -         | 44    | 4     | 16    |
| 2000-2001             | Bayern Munich            | Bundesliga            | 20          | 4           | 5           | -               | -               | -               | -                 | -                 | -                 | -          | -          | -          | C1                             | 10                             | 1                              | 2                              | -         | -         | -         | 30    | 5     | 7     |
| 2001-2002             | Bayern Munich            | Bundesliga            | 17          | 2           | 4           | 4               | 0               | 0               | 1                 | 0                 | 0                 | -          | -          | -          | C1                             | 7                              | 1                              | 0                              | -         | -         | -         | 29    | 3     | 4     |
| Sous-total            | Sous-total               | Sous-total            | 95          | 16          | 25          | 15              | 3               | 3               | 4                 | 0                 | 0                 | 0          | 0          | 0          | -                              | 40                             | 9                              | 6                              | 2         | 0         | 0         | 156   | 28    | 34    |
| 2002-2003             | VfL Wolfsburg            | Bundesliga            | 19          | 3           | 4           | 2               | 0               | 0               | -                 | -                 | -                 | -          | -          | -          | -                              | -                              | -                              | -                              | -         | -         | -         | 21    | 3     | 4     |
| Sous-total            | Sous-total               | Sous-total            | 19          | 3           | 4           | 2               | 0               | 0               | 0                 | 0                 | 0                 | 0          | 0          | 0          | -                              | 0                              | 0                              | 0                              | 0         | 0         | 0         | 21    | 3     | 4     |
| 2003-2004             | Al-Arabi SC              | Qatar Stars League    | 15          | 4           | 0           | -               | -               | -               | -                 | -                 | -                 | -          | -          | -          | -                              | -                              | -                              | -                              | -         | -         | -         | 15    | 4     | 0     |
| Sous-total            | Sous-total               | Sous-total            | 15          | 4           | 0           | 0               | 0               | 0               | 0                 | 0                 | 0                 | 0          | 0          | 0          | -                              | 0                              | 0                              | 0                              | 0         | 0         | 0         | 15    | 4     | 0     |
| Total sur la carrière | Total sur la carrière    | Total sur la carrière | 441         | 86          | 83          | 42              | 8               | 6               | 4                 | 0                 | 0                 | 2          | 0          | 0          | -                              | 61                             | 16                             | 9                              | 35        | 5         | 6         | 585   | 115   | 104   |

## Palmarès

### Équipe nationale
- 35 sélections et 5 buts avec l'équipe d'Allemagne entre 1991 et 1998
- Finaliste du Championnat d'Europe en 1992

### Bayern Munich
- Vainqueur de la Ligue des champions en 2001
- Vainqueur du Championnat d'Allemagne en 1999, 2000 et 2001
- Vainqueur de la Coupe d'Allemagne en 2000
- Vainqueur de la Coupe de la ligue allemande en 1998, 1999 et 2000
- Finaliste de la Ligue des champions en 1999

### Mönchengladbach
- Vainqueur de la Coupe d'Allemagne en 1995

### ACF Fiorentina
- Champion d’Italie de Serie B en 1994

## Distinctions individuelles
- Élu Meilleur footballeur de l'année UEFA en 2001
- Élu meilleur passeur du championnat d'Allemagne en 2000
- Élu milieu de terrain de l’année par le magazine allemand "Kicker" en 1999 et 2000
- Élu meilleur milieu de terrain de l'histoire du Bayern Munich par les supporters en 2005
- Nommé dans l'équipe type de l'année de l'association ESM en 1999
- Nommé dans l'équipe type de l'Euro en 1992